# Божигнев (Нижньосілезьке воєводство)
Божигнев (пол. Borzygniew) — село в Польщі, у гміні Меткув Вроцлавського повіту Нижньосілезького воєводства.
Населення — 489 осіб (2011).
У 1975-1998 роках село належало до Вроцлавського воєводства.

## Демографія
Демографічна структура станом на 31 березня 2011 року:
|          | Загалом | Допрацездатний вік | Працездатний вік | Постпрацездатний вік |
| -------- | ------- | ------------------ | ---------------- | -------------------- |
| Чоловіки | 255     | 51                 | 172              | 32                   |
| Жінки    | 234     | 39                 | 135              | 60                   |
| Разом    | 489     | 90                 | 307              | 92                   |